# Aïn Tagourait
Pour les articles homonymes, voir Bérard.
Aïn Tagourait (anciennement Bérard pendant la colonisation française) est une commune de la wilaya de Tipaza en Algérie.

## Géographie

### Situation
Le territoire de la commune d'Aïn Tagourait est situé au nord-est de la wilaya de Tipaza, à environ 15 km à l'est de Tipaza.
| Tipaza      | Mer Méditerranée     | Bouharoun |
| Tipaza      | Aïn Tagourait        | Attatba   |
| Sidi Rached | Sidi Rached, Attatba | Attatba   |

### Relief et hydrographie
Ain Tagourait est composée d'une petite bande côtière de plus ou moins 150 mètres de large mais longue de 10 km ainsi qu'une partie haute constituée de la plaine du Sahel. Elle possède un large massif forestier le long des ravins qui descendent vers la mer.

### Transports
La commune est traversée d'Est en ouest par la RN11 qui permet de relier Alger et Tipasa, ainsi que la CW40 pour aller à Sidi Rached.

### Routes
La commune d'Aïn Tagouraït est desservie par plusieurs routes nationales:
- Route nationale 11: RN11 (route d'Oran).

### Localités de la commune
En 1984, la commune d'Aïn Tagourait est constituée des localités et domaines suivants :
- Aïn Tagourait
- Domaines autogérés de Djellouli, Kadour, Mahieddine Abed, Berkane, Khachni, Bensaoud
- El Fourn
- Haouch Mustapha
- Souahlia

## Toponymie
Aïn Tagourait viendrait selon la légende du nom d'une jeune fille berbère qui a guéri d'une cécité grâce aux eaux miraculeuses de la cascade à laquelle on donna son nom. Le nom de Bérard qu'elle a porté pendant plus d'une centaine d'années vient de l'officier topographe dénommé Auguste Bérard qui traça les plans du village.

## Histoire
Le village de Bérard a été créé le 13 octobre 1858 autour d'une source appelée Aïn Tagourait. 24 concessions de 20 hectares sont attribuées à des familles originaires du Dauphiné et de Savoie. Elle fait d'abord partie de Mouzaïa, de Koléa puis de Castiglione avant de devenir une commune de plein exercice le 31 janvier 1898.
À l'indépendance elle est réintégrée à la commune de Bou Ismaïl avant d'être recréée en 1984 au sein de la wilaya de Tipaza après avoir repris le nom d'Aïn Tagourait en 1965.

## Démographie
| 1884 | 1892 | 1902 | 1958  | 1987  | 1998  | 2008   |
| ---- | ---- | ---- | ----- | ----- | ----- | ------ |
| 352  | 431  | 677  | 2 097 | 6 673 | 9 075 | 10 411 |

- Recensement des différentes agglomérations en 1987 : Ain Tagourait, 2 632 hab.
- Recensement des différentes agglomérations en 1998 : Ain Tagourait, 5 999 hab. [8]
- Recensement des différentes agglomérations en 2008 : Ain Tagourait, 6 787 hab.[9]

## Économie
Bien qu'elle possède plusieurs kilomètres de côte, Aïn Tagourait n'a pas de port et ne vit que de l'agriculture